# Optisch parametrischer Oszillator

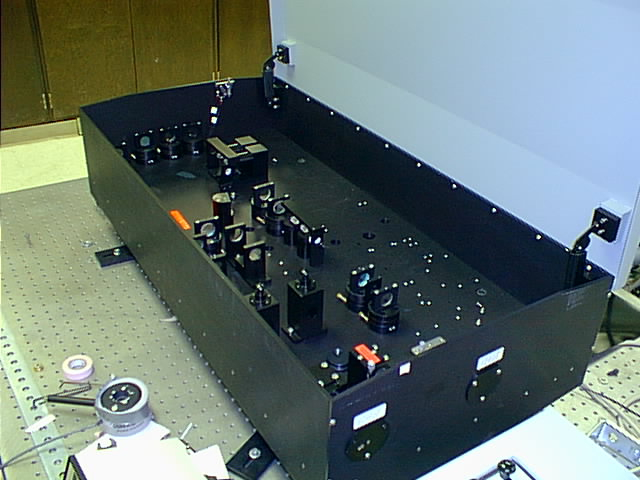
Laboraufbau eines OPO

Ein in der Lasertechnik angewendeter optisch parametrischer Oszillator (Abk. OPO, englisch optical parametric oscillator) besteht im Wesentlichen aus einem optisch nichtlinearen Kristall, z. B. Beta-Bariumborat (BBO), in einem optischen Resonator. Der Kristall erzeugt aus einer eingestrahlten Pumpwelle über die nichtlineare Drei-Wellen-Wechselwirkung Strahlung zweier Wellenlängen, sog. Signal- und Idler-Strahlung. Entweder die erzeugte Idler- oder die Signal-Strahlung wird teilweise über einen Spiegel rückgekoppelt. Dadurch erhöht sich bei jedem Durchlauf durch den Kristall die Energie der resonanten Welle. So kann eine parametrische Verstärkung mit nennenswerter Konversionseffizienz erfolgen, da der Prozess nicht mehr aus dem parametrischen Rauschen starten muss.

## Arbeitsweise
Der OPO basiert auf dem Prinzip der parametrischen Verstärkung und ermöglicht die Umwandlung von Laserlicht der Frequenz {\displaystyle \omega _{1}} in zwei kohärente Lichtstrahlen der Frequenz {\displaystyle \omega _{2}} und {\displaystyle \omega _{3}}, wobei {\displaystyle \omega _{1}=\omega _{2}+\omega _{3}}. Ein Laser pumpt einen nichtlinearen Kristall, der sich in einem optischen Resonator befindet. Die Resonatorfrequenz und der nichtlineare Kristall geben die Frequenz von {\displaystyle \omega _{2}} beziehungsweise {\displaystyle \omega _{3}} vor. Oberhalb einer definierten Pumpschwelle ist die parametrische Verstärkung im nichtlinearen Kristall größer als die Verluste des Resonators, und der OPO emittiert kohärente Strahlung bei {\displaystyle \omega _{1}}, {\displaystyle \omega _{2}} und {\displaystyle \omega _{3}}. Der OPO ist von großer praktischer Bedeutung, da die Frequenzen {\displaystyle \omega _{2}} und {\displaystyle \omega _{3}} in großen Bereichen kontinuierlich über den Winkel zwischen dem Strahl und der optischen Achse des Kristalls einstellbar sind.
Das Verfahren besteht darin, dass zwei intensive Wellen vergleichbarer Intensität, bei der parametrischen Verstärkung jedoch nur eine intensive Welle der Frequenz {\displaystyle f_{P}}, die sogenannte Pumpwelle, zusammen mit einer schwachen Signalwelle der Frequenz {\displaystyle f_{S}<f_{P}} in einen nichtlinearen Kristall eingestrahlt werden. Dabei wird die Pumpwelle abgebaut und die Signalwelle verstärkt. Zugleich entsteht als Nebenprodukt eine neue Welle mit der Differenzfrequenz {\displaystyle f_{I}=f_{P}-f_{S}}, die als Idlerwelle (idler, engl. „Müßiggänger“) bezeichnet wird.
Entsprechend dem Energieerhaltungssatz ergibt sich, dass die Summe der Quantenenergien der erzeugten Signal- und Idler-Strahlung der Quantenenergie der Pumpstrahlung entspricht und somit gleiches für die Frequenzen {\displaystyle f_{P}=f_{S}+f_{I}}. Für effiziente Frequenzkonversion muss allerdings nicht nur die Energieerhaltung, sondern auch die Phasenanpassungsbedingung erfüllt sein.
Mit diesem Verfahren kann man Laserstrahlung erzeugen, deren Wellenlänge außerhalb der Wellenlängen verfügbarer aktiver Lasermedien liegt.
Des Weiteren kann mit optisch nichtlinearen Kristallen die Summen- oder Differenzfrequenz (entsprechend der Summe bzw. Differenz der jeweiligen Quantenenergien) zweier eingestrahlter Lichtwellen erzeugt werden.
Im einfachsten Fall besteht ein OPO aus einem optisch nichtlinearen Kristall in einem optischen Resonator mit zwei Spiegeln, in den der Strahl des Pumplasers eingekoppelt wird. Ab einer bestimmten Schwellenpumpleistung konvertiert der Kristall einen Teil der Pumpstrahlung in Strahlung bei zwei niedrigeren Frequenzen. Diese sog. Signal- und Idlerwelle können über weite Spektralbereiche komplementär zueinander abgestimmt werden, d. h. die Summe aus der Signal- und Idlerfrequenz ist gleich der Pumplaserfrequenz. Der Resonator dient dazu, die Leistung der Lichtfelder im Kristall zu erhöhen, um so die Schwellenpumpleistung zu senken und die Konversionseffizienz zu erhöhen. Je nachdem, wie viele der drei beteiligten Wellen im Resonator leistungsüberhöht werden, spricht man von dreifach- zweifach-, und einfach-resonanten OPOs.
Die ersten durchstimmbaren optischen parametrischen Oszillatoren wurden 1965 an den Bell Laboratories durch Joseph A. Giordmaine und Robert C. Miller entwickelt.

## Verwendete Kristalle
Pump-. Signal- und Idler-Wellen interagieren im OPO in transparenten Nichtlinaren Kristallen wie:
- Lithiumniobat (LiNbO3),
- magnesiumdotiertes Lithiumniobat (Mg:LiNbO3),
- Kaliumtitanylphosphat (KTP),
- Lithiumtriborat (LiB3O5),
- Beta-Bariumborat (BBO), and
- Zink Germanium Phosphat (ZGP).